# Madona žehná maltézským rytířům v bitvě u Lepanta
Madona žehná maltézským rytířům v bitvě u Lepanta nebo také Panna Maria a svatý Jan Křtitel se podílejí na obraně Malty je oltářní obraz barokního malíře Karla Škréty v kostele Panny Marie pod řetězem v Praze 1 na Malé Straně. V rámci souboru barokních oltářních obrazů Karla Škréty a Petra Brandla je od roku 2006 národní kulturní památkou.

## Historie
Do nově renesančně a barokního zcela přestaveného kostela Panny Marie pod řetězem na Malé Straně nechal převor řádu maltézských rytířů Bernard de Witte za 600 zlatých namalovat velký oltářní obraz od Karla Škréty. Převor se nechal od Škréty dvakrát portrétovat, a to před rokem 1650, který se nyní nachází v Národní galerii v Praze a v roce 1651, který je v drážďanské galerii. Proto se dá domnívat, že někdy mezi těmito léty byl obraz objednán a namalován. Na konci 30. letech 18. století byl obraz doplněn o lunetové zakončení obrazu s hlavami andílků, aby byl adaptován pro dnešní rám. Obraz byl v roce 1888 opraven a v letech 1946 až 1949 restaurován Vladimírem Vojtěchem Hlavou. Ten udělal v roce 1977 revizi své starší opravy. Jaromír Neumann ve svém rozboru ikonografie této malbě dal ve svém díle obrazu nový název Panna Marie a sv. Jan Křtitel pomáhají maltézským rytířům při obraně Malty, ke kterému se dnes odborníci přiklánějí.

## Popis díla
Jedná se o oltářní malbu na plátně o rozměrech 566 × 296, 5 cm v hlavním oltáři v kněžišti v kostele Panny Marie pod řetězem v Praze.
Obraz vypráví o bitvě u Lepanta. V dolní části obrazu klečí na pravé straně obrazu maltézští rytíři, kteří prosí o boží pomoc, v popředí v bohatém plášti velmistr řádu Jean Parisot de La Valette. Mladá postava, která přidržuje jeho vztažené ruce, je ikonografická narážka na Mojžíše, jehož modlící se vztažené ruce přidržovali Árón a Hur, když Jozue bojoval s Amalechitským; díky Mojžíšově neustálé modlitbě Jozue zvítězil. Na levé straně je vyobrazen lodník v činnosti. V pozadí probíhá na moři dramatická námořní bitva s koráby a galérami. Je  zde vylíčen dojem z bitvy, nikoliv skutečný průběh. V hustém seskupení korábů je naznačena velikost tureckého nebezpečí. V dáli se vynořuje pevnina. Nad maltézskými rytíři se v mračnu objevuje sv. Jan Křtitel, který se za ně přimlouvá a doporučuje je Panně Marie. Madona sedí v oblacích na levé straně obrazu a dívá se na modlící se rytíře. Ježíšek ji stojí na klíně v náručí a dívá se na druhou stranu než Maria. Ježíšek je zde pojatý jako malý atletický podsaditý Jupiter, vrhající svazek blesků. Kolem nich poletují andělé a pod vedením Panny Marie se vrhají do boje s tureckým loďstvem. Z pravé strany protíná obraz diagonála světelného paprsku dopadajícího na moře; spolu s vlnobitím a kupami oblačné páry je vylíčen mohutný účinek nebeského zásahu. Světelně barevné řešení malby je inspirováno benátskou malbou Tiziana a Veroneseho. 